# Concord Falls
Concord Falls är ett vattenfall i Grenada.   Det ligger i parishen Saint John, i den centrala delen av landet, 8 km nordost om huvudstaden Saint George's. Concord Falls ligger 355 meter över havet. Det ligger på ön Grenada.
Terrängen runt Concord Falls är kuperad. Havet är nära Concord Falls åt nordväst. Runt Concord Falls är det tätbefolkat, med 286 invånare per kvadratkilometer. Närmaste större samhälle är Gouyave, 5,5 km norr om Concord Falls. Omgivningarna runt Concord Falls är en mosaik av jordbruksmark och naturlig växtlighet.